# Jessicka Havok
Jessica Criks (née le 20 juin 1986) est une catcheuse américaine. Elle a anciennement travaillé à la Total Nonstop Action Wrestling sous le nom de Havok.
Elle travaille actuellement à Impact Wrestling (anciennement TNA) sous le nom de Jessicka Havok.

## Jeunesse
Elle a grandi à Massillon (Ohio), Ohio où elle a été diplômé du lycée de la ville.

## Carrière de catcheuse (2005-...)

### Circuit indépendant (2005-2013)
Cricks commence sa carrière de catcheuse sous le nom de Jessicka Havok le 3 décembre 2005 à la Main Event Championship Wrestling, une fédération de l'Ohio qui ce soir-là a organisé un spectacle en Géorgie, où elle remporte son match face à Nikki Skidz.

### Retour à Impact Wrestling (2019-...)
Le 7 juin 2019 à Impact, elle effectue son retour aux côtés du Père James Mitchell et attaque Rosemary et Taya Valkyrie.

## Palmarès
- Absolute Intense Wrestling
  - 1 fois AIW Women's Champion

- Lucha Libre AAA Worldwide
  - 1 fois AAA World Mixed Tag Team Championship avec Crazzy Steve (actuel)

- Main Event World League
  - 1 fois MEWL Cruiserweight Champion

- Ring Divas
  - 1 fois Fight Girl Champion

- Total Nonstop Action Wrestling/Impact Wrestling
  - 1 fois TNA Women's Knockout Champion
  - 3 fois Impact/TNA Knockouts Tag Team Champion avec Rosemary

- Women Superstars Uncensored
  - 2 fois WSU Champion
  - 1 fois WSU Spirit Champion
  - WSU T1 fois ag Team Champion avec Hailey Hatred

## Récompenses de magazines
- Pro Wrestling Illustrated

| Année | 2010 | 2011 | 2012 | 2013 | 2014 | 2015 | 2016 |
| Rang  | 46   | 35   | 5    | 4    | 13   | 20   | 39   |